# Nothochrysa sinica
Nothochrysa sinica är en insektsart som beskrevs av C.-k. Yang 1986. Nothochrysa sinica ingår i släktet Nothochrysa och familjen guldögonsländor. Inga underarter finns listade i Catalogue of Life.